# Rey Goobot
El Rey Goobot es un personaje de ficción de la serie animada Las aventuras de Jimmy Neutrón: El niño genio y de la película lanzada en el 2001 Jimmy Neutrón: El niño genio. La voz original en la película es de Patrick Stewart, mientras que en la serie es de S. Scott Bullock. Goobot se caracteriza por ser el antagonista principal de Jimmy Neutrón, al principio de la serie, vestía de rey. Actualmente viste de negro similar a Darth Vader.

## Rey Goobot
- Primera aparición: "Jimmy Neutrón: Boy Genius"
- Doblado por: S. Scott Bullock, Patrick Stewart

## Información
- Raza: Yemiano
- Edad: No procede
- Ocupación: Rey del planeta Yolkian
- Familiares: Oublar (Hermano)

## Historia

### Jimmy Neutrón: El niño genio
La primera aparición de Goobot fue en la película. Goobot está en el espacio mientras que la nave en la que está consigue un mensaje de Jimmy Neutrón, en donde Jimmy presentaba a sus padres. Luego de ver ese mensaje, Goobot da la orden de ir a la Tierra y secuestrar a cada padre de la ciudad de Retroville. Durante el secuestro, cada alienígena deja un mensaje falso en cada casa de la ciudad. Los niños primero festejan la desaparición de sus padres, pero luego Jimmy analiza la carta y descubre que los Yolkians han visitado el planeta. Los niños construyen sus naves y encuentran el planeta de Goobot. Allí, los padres tienen un dispositivo que controla sus mentes y el plan de Goobot es darlos como sacrificio para Poultra. Los niños escapan de la celda e interfieren en el espectáculo y escapan junto con sus padres en una nave. Fuera del planeta, comienza una persecución en la que casi gana Goobot, si Jimmy no se hubiera hecho del tamaño de un planeta con su rayo encogedor.

### The Egg-pire Strikes Back
Goobot ha regresado para buscar venganza. La llegada de los extraterrestres hace que los habitantes de Retroville protesten primero, pero los extraterrestres les dan regalos para ganar su confianza. El plan de Goobot es resucitar a Poultra con el regenerador de ADN de Jimmy utilizando una uña del dios, y así asesinar a todos los habitantes de la ciudad y vengarse de Jimmy haciéndolo pasar como un mentiroso. Goobot comienza a vivir en la casa de Jimmy como huésped y se gana la confianza de sus padres. Jimmy desconfía totalmente de Goobot y de los extraterrestres y descubre que todo es una trampa, pero nadie le cree. En el pícnic, todos quedan atrapados, pero luego, los niños hacen que todos los planes de Goobot queden arruinados. Goobot se va enojado y dice que algún día se vengará.

### The League of Villains
Goobot tiene un nuevo plan y le manda una carta a cada uno de los enemigos de Jimmy Neutrón como el profesor Finbarr Calamitous, su hija Linda Hermosa, Eustace Strich, el bebe Eddie, la abuela Tatters, el Basurero y los bandidos, Tee, Zix y Travolton.
- Datos: Q6107327